# New Orleans Saints 1981
La stagione 1981 dei New Orleans Saints è stata la 15ª della franchigia nella National Football League. La squadra terminò con 4 vittorie e 12 sconfitte, al quarto posto della propria division, mancando i playoff per il 15º anno consecutivo. In possesso della prima scelta assoluta nel Draft 1981, la squadra scelse il running back George Rogers che venne premiato come rookie offensivo dell'anno dopo avere corso 1.674 yard.

## Roster
| Roster dei New Orleans Saints nel 1981 |
| --- |
| Quarterback - 8 Archie Manning - 12 Bobby Scott - 18 Dave Wilson Running Back - 45 Jack Holmes - 38 George Rogers - 41 Jimmy Rogers - 32 Scott Stauch - 42 Toussaint Tyler Wide Receiver - 80 Gordon Banks - 48 Jeff Groth - 86 Rich Martini - 84 Rich Mauti - 19 Guido Merkens Tight End - 85 Hoby Brenner - 87 Larry Hardy - 88 Brooks Williams Offensive Linemen - 61 Sam Adams Sr. G - 67 Stan Brock T - 62 John Hill C - 64 Dave Lafary T - 76 Jim Pietrzak - 68 Fred Sturt G - 71 J.T. Taylor T Defensive Linemen - 63 Barry Bennett DE - 91 Monte Bennett DT - 77 Jerry Boyarsky DT - 73 Frank Warren DE - 94 Jim Wilks DE Linebacker - 52 Jim Kovach - 57 Rickey Jackson - 55 Rob Nairne - 53 Scott Pelluer - 58 Glen Redd Defensive Back - 20 Russell Gary SS - 37 Tom Myers FS - 25 Johnnie Poe CB - 49 Frank Wattelet - 44 Dave Waymer CB - 22 Ricky Ray CB Special Team - 14 Russell Erxleben P - 1 Benny Ricardo K                                                          |
| Legenda - I rookie sono in corsivo. - Il primo ruolo è il principale mentre gli eventuali successivi indicano i ruoli secondari. - (IR) sta per Injured Reserve ed indica la lista ristretta per un solo giocatore infortunato che può tornare ad allenarsi dopo la settimana 6 e a rientrare in prima squadra dopo che questa ha giocato 8 partite. - (NF-Inj.) / (NF-Ill.) stanno rispettivamente per Non-Football Injured e Non-Football Illness ed indicano le liste dove viene inserito un giocatore che ha un infortunio o una malattia non dipendente dal football americano. - (PUP) sta per Physically Unable to Perform ed indica la lista dove viene inserito un giocatore mentre è in attesa di recuperare la condizione fisica. Nella stagione regolare dopo la sesta partita giocata dalla propria squadra, il giocatore ha tempo tre settimane per riprendere ad allenarsi, più tre settimane aggiuntive dal suo rientro agli allenamenti per rientrare in prima squadra. |

## Calendario
| Stagione regolare |                        |           |
| Turno             | Avversario             | Risultato |
| 1                 | at Atlanta Falcons     | S 27–0    |
| 2                 | Los Angeles Rams       | V 23–17   |
| 3                 | at New York Giants     | S 20–7    |
| 4                 | at San Francisco 49ers | S 21–14   |
| 5                 | Pittsburgh Steelers    | S 20–6    |
| 6                 | Philadelphia Eagles    | S 31–14   |
| 7                 | at Cleveland Browns    | S 20–17   |
| 8                 | Cincinnati Bengals     | V 17–7    |
| 9                 | Atlanta Falcons        | S 41–10   |
| 10                | at Los Angeles Rams    | V 21–13   |
| 11                | at Minnesota Vikings   | S 20–10   |
| 12                | at Houston Oilers      | V 27–24   |
| 13                | Tampa Bay Buccaneers   | S 31–14   |
| 14                | at St. Louis Cardinals | S 30–3    |
| 15                | Green Bay Packers      | S 35–7    |
| 16                | San Francisco 49ers    | S 21–17   |

## Classifiche
| NFC West               |    |    |   |      |     |      |     |     |     |
|                        | V  | S  | P | %    | DIV | CONF | PF  | PS  | STR |
| San Francisco 49ers(1) | 13 | 3  | 0 | .813 | 5–1 | 10–2 | 357 | 250 | V5  |
| Atlanta Falcons        | 7  | 9  | 0 | .438 | 3–3 | 6–6  | 426 | 355 | S3  |
| Los Angeles Rams       | 6  | 10 | 0 | .375 | 2–4 | 5–7  | 303 | 351 | S1  |
| New Orleans Saints     | 4  | 12 | 0 | .250 | 2–4 | 2–10 | 207 | 378 | S4  |

## Premi
- George Rogers:

rookie offensivo dell'anno